# 臼四
飛馬座32（臼四），又名BD+27 4299，HD 212097、SAO 90440、HR 8522，是飛馬座的一颗恒星，视星等为4.81，位于銀經87.03，銀緯-23.88，其B1900.0坐标为赤經22h 16m 42.2s，赤緯+27° -23.88′ 36″。